# Kogel, Mecklenburg-Vorpommern
Kogel är en kommun och ort i Landkreis Ludwigslust-Parchim i förbundslandet Mecklenburg-Vorpommern i Tyskland.
Kommunen ingår i kommunalförbundet Amt Zarrentin tillsammans med kommunerna Gallin, Lüttow-Valluhn, Vellahn och Zarrentin am Schaalsee.